# Die Bayrische 7
Die Bayrische 7 war eine Band aus Bayern bestehend aus sieben Musikerinnen auf dem Gebiet des volkstümlichen Schlagers.
Die Band wurde 1986 von sieben Musiklehrerinnen gegründet und hatte im Laufe ihrer Geschichte unterschiedliche Besetzungen.
Die Gruppe nahm für Deutschland beim Grand Prix der Volksmusik 1988 teil. Ihr Lied s Dirndl, Dearndl erreichte den 12. Platz. Seither war die Gruppe gelegentlich zu Gast in verschiedenen volkstümlichen Fernsehsendungen. Gleich beim ersten Mal in der ZDF Hitparade belegten sie einen 3. Platz. Daneben begleiteten sie Solokünstler auf deren Tourneen, darunter die Wildecker Herzbuben und die Geschwister Hofmann.
Regelmäßige Auftritte hatte die Bayrische 7 auf dem Münchner Oktoberfest. Auslandstourneen führten die Band unter anderem auch nach Südafrika und in die USA. Bei ihren Auftritten spielte die Band volkstümliche Lieder und Stimmungshits, Schlager, solistische Darbietungen von Einzelinstrumenten sowie internationale Evergreens.

## Bekanntere Titel
- s Dirndl, Dearndl 1988

## Diskografie
- 7 Mädchen und ein Mann (1991)
- Dann schnappt die Mausefalle zu (1992)
- Frauen Power
- Starke Frauen
- Weihnacht fängt im Herzen an
- Voll drauf los (2002)
- Stimmung – Hits – Evergreens (2003)
- Sono Italiano (2004)
- Zacki Zacki… wir blasen Euch den Marsch (2005)
- 20 Jahre Frauenpower (2006)
- Bunt gemischt (2006)